# Radio-Museum Linsengericht
Das Radio-Museum Linsengericht ist ein privates Rundfunkmuseum in der Ortschaft Linsengericht in Hessen.

## Geschichte
Am 5. November 1998 gründeten sieben Freunde den Verein „Die Ohrwürmer“, mit dem Ziel, ein Radio-Museum zu eröffnen. Am 6. Dezember 1998 des gleichen Jahres eröffnete das Museum. Die Räume stellte die Gemeinde zur Verfügung. Seitdem ist es regelmäßig für Besucher geöffnet. Im Februar 2000 wurde der Trägerverein in Radio-Museum Linsengericht e.V. umbenannt und als gemeinnütziger Verein eingetragen.
Der Grundbestand des Museums geht auf das Ehepaar Gudrun und Bernd Weith zurück, die in der DDR Unterhaltungselektronik gesammelt hatten.

## Beschreibung
Die Sammlung von etwa 1000 Ausstellungsobjekten ermöglicht den Gästen eine Zeitreise durch 70 Jahre Geschichte der Unterhaltungselektronik von 1920.
Etwa ein Drittel der ausgestellten Geräte sind spielbereit und werden regelmäßig vorgeführt.
Bei Gelegenheit kann an einem Detektor von 1923 Radio gehört werden, wie vor 100 Jahren 
Die Abteilung „Radioklinik“ des Vereins unterstützt Besitzer von Röhrenradios dabei, historische Technik wieder instand zu setzen.
Im Januar 2020 wurde die „Radioklinik“ in einem TV-Beitrag der hessenschau des Hessischen Rundfunks vorgestellt.
2023 war das Radio-Museum zweimal zu Gast bei "Hallo Hessen", einer Fernsehsendung des Hessischen Rundfunks. Dabei ging es um das Jubiläum "100 Jahre Rundfunk in Deutschland".